# Brezje pri Bojsnem
Brezje pri Bojsnem je naselje u Općini Brežice u istočnoj Sloveniji. Brezje pri Bojsnem se nalazi u pokrajini Štajerskoj i statističkoj regiji Donjoposavskoj. 

## Stanovništvo
Prema popisu stanovništva iz 2002. godine Brezje pri Bojsnem je imalo 57 stanovnika.

### Etnički sastav
1991. godina:
- Slovenci: 55 (98,2%)
- Hrvati: 1 (1,8%)

## Vanjske poveznice
- Satelitska snimka naselja  Arhivirana inačica izvorne stranice od 29. srpnja 2017. (Wayback Machine)